# Vansö kyrkby
Vansö kyrkby is een plaats (tätort) in de gemeente Strängnäs in het landschap Södermanland en de provincie Södermanlands län in Zweden. De plaats heeft 202 inwoners (2010) en een oppervlakte van 21,08 hectare.